# En historia till fredag
En historia till fredag är en svensk TV-serie i fyra delar från 1965. Serien skrevs och regisserades av Åke Falck och fotades av Mac Ahlberg och Hans Dittmer.

## Rollista
Prologen
- Lauritz Falk – apotekare och historieberättare
- Olof Thunberg – TT-redaktör och historieberättare
- Tore Lindwall – kyrkoherde och historieberättare
- Gunnar Olsson – sjökapten och historieberättare
- Björn Bjelfvenstam – sjöofficer och historieberättare
- Åke Falck	– berättarröst

Kastanjeträdet
- Ewa Strömberg – flickan under kastanjeträdet
- Hans Wahlgren – ung man som uppvaktar flickan
- Rick Axberg – springpojke
- Inga Sarri – flicka som bjuds på middag
- Ivar Wahlgren – farbrodern
- Wiveka Alexandersson – gammal dam
- Ingvar Kjellson – man som bjuds på middag (röst)
- Barbro Hiort af Ornäs – telefonröst

Vi vill ha Sønderjylland tillbaka
- Ingolf David – kyparen
- Elith Foss – polisen
- Torben Grandal – pojke
- Mogens Jensen	– pojke
- Anne Grethe Nissen – Peters mor
- Carl Ottosen – Fredriks far
- Lise Thomsen – Fredriks mor
- Steen Veilberg – pojke
- Finn Albert – positivhalaren

Trasten
- Ulla-Britta Wetterholm – Lise-Lotte
- Ingolf David – läkaren
- Ole Guldbrandsen – Ulf
- Barbro Larsson – röst
- Jan Nygren – röst

Min herre är alldeles för vänlig
- Isa Quensel – "fru Linder", bedragare
- Agneta Prytz – "Elsa Lindbom", bedragare
- Teddy Sandegren – bankkamrer Berg
- Ivar Wahlgren – kommissarie Svensson

Ett glas vatten
- Sten Lonnert – Algot Bergman, självmordskandidat
- Sten Hedman – advokat Hansell
- Anita Wall – Elisabeth
- Lill Lindfors – krogsångerska
- Karl Sjunnesson – restauranggäst

Liten nyckelpiga
- Lotta Haglund-Bergmark – den lilla flickan
- Jan Nygren – faderns röst

Den ensamme kamrerns midsommarafton
- Jöran Kärrberg – regissören, flickjägare
- Sten "Knotan" Mattsson – regissörens kamrat
- Gustaf Hiort af Ornäs – mannen som får hatten avryckt
- Liss Möller – flickan
- Thore Segelström